# European Academy of Sciences
European Academy of Sciences (EURASC) er et videnskabsakademi baseret i Liège, Belgien. Akademiet er oprettet i 2003 under kongeligt dekret af den belgiske konge.
Man kan ikke selv ansøge om medlemskab. Akademiet tilstræber at vælge et flertal af sine medlemmer blandt de mest anerkendte og respekterede europæiske forskere, som ser på Europa som en helhed der rækker ud over nationale grænser.
 Der kan også vælges medlemmer uden for Europa.
Akademiet ønsker at udnytte ekspertisen i medlemsskaren til at arbejde for grundforskningen og den teknologiske og sociale udvikling i Europa.

## Kontroverser
I forbindelse med akademiets oprettelse blev der stillet spørgsmål ved akademiets integritet fra mere etablerede akademier. Akademiet blev beskyldt for at registrere medlemmer uden deres viden, for at holde deres møder hemmelige, og for påstande om misbrug af forskningsmidler hos en af initiativtagerne. Britiske Royal Society udsendte den 31. oktober, 2002 en advarsel til forskere om at "udvise forsigtighed, før man foretager finansielle forpligtelser til EAS". Akademiet har efterfølgende ændret akronym fra EAS til EURASC og alle oplysninger om akademiets medlemmer og ledelse er åbent tilgængelige på akademiets hjemmeside.
En anden organisation er: European Academy of Sciences and Arts (hjemmeside:  Arkiveret 19. oktober 2019 hos  Wayback Machine)
En tredje organisation kalder sig EU Academy of Sciences (hjemmeside:  Arkiveret 9. november 2020 hos  Wayback Machine), vel nok et bevidst forsøg på forveksling (se eksempel på invitation: ).